# Kloster Maria Himmelfahrt (Bamberg)
Das Kloster Maria Himmelfahrt ist ein Kloster der Englischen Fräulein in Bamberg in Bayern im Erzbistum Bamberg. Es wurde 1716 durch Baronin Amalie von Rotenhan mit Einverständnis des Fürstbischofs von Bamberg gegründet. Das Kloster wurde 1803 im Zuge der Säkularisation nicht aufgehoben, jedoch wurde die Aufnahme von Novizen untersagt. Die Kirche wurde vorübergehend als Depot genutzt. Die Restitution erfolgte 1827.